# Krzysztof Kolberger

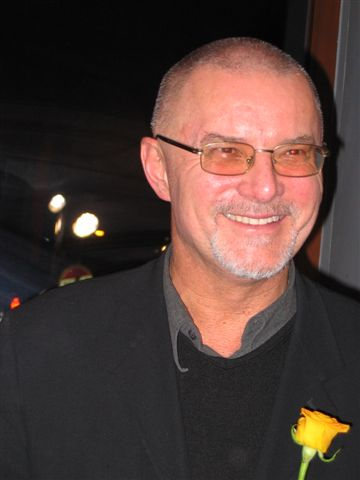
Krzysztof Kolberger (2004)

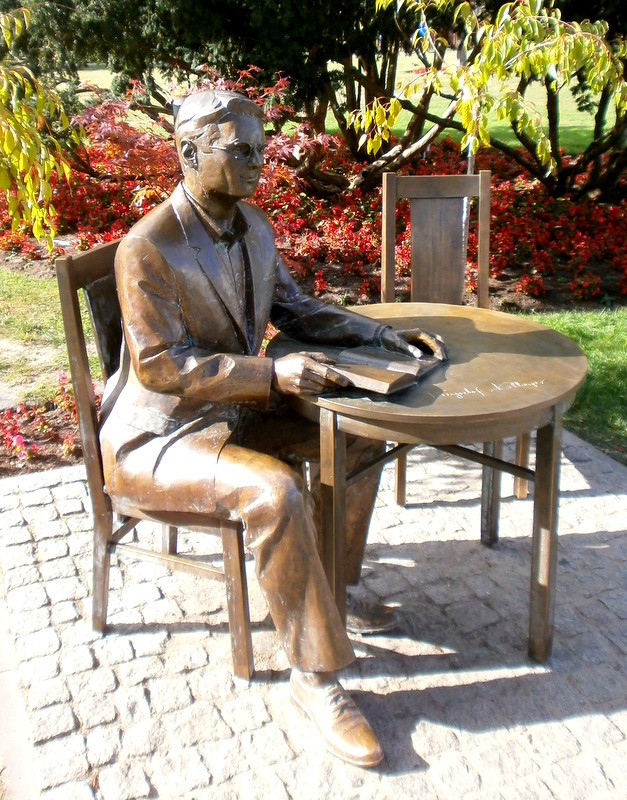
Denkmal für Kolberger in Międzyzdroje

Krzysztof Marek Kolberger (* 13. August 1950 in Danzig; † 7. Januar 2011 in Warschau) war ein polnischer Schauspieler und Theaterregisseur.

## Leben
Kolbergers Vater stammte aus Lemberg (bis 1953 hießen Vater und Sohn Kohlberger) und kam nach dem Zweiten Weltkrieg wegen der Grenzverschiebungen nach Danzig. Krzysztof Kolberger erhielt seine Schauspielausbildung an der Staatlichen Theaterhochschule (PWST), die er 1972 abschloss. Sein erstes Engagement hatte er 1972 in Kattowitz. Adam Hanuszkiewicz holte ihn ein Jahr später ans Teatr Narodowy in Warschau, wo er bis zur Absetzung von Hanuszkiewicz 1982 zum Ensemble gehörte. Danach spielte und inszenierte er an unterschiedlichen Warschauer Bühnen und kehrte 1999 an das nach einem Brand in den 1980er Jahren wieder aufgebaute Teatr Narodowy zurück und gehörte bis 2004 zum Ensemble. Nach zwei Fernseharbeiten gab Kolberger 1976 unter der Regie von Gustaw Holoubek sein Kinodebüt. Krzysztof Kolberger gehörte zu den angesehensten Theaterschauspielern und Rezitatoren Polens. Seiner Fähigkeit als Rezitator verdankte er, dass Andrzej Wajda ihn 1999 in seiner Klassikerverfilmung von Pan Tadeusz als Adam Mickiewicz besetzte. Krzysztof Kolberger starb am 7. Januar 2011 nach langjähriger Krebserkrankung.
Krzysztof Kolberger war mit Anna Romantowska (* 1950) verheiratet, von der er sich scheiden ließ. Die Regisseurin Julia Kolberger (* 1978) ist ihre Tochter.

## Filmographie (Auswahl)
- 1980: Die Braut sagt nein (Kontrakt) (Regie: Krzysztof Zanussi)
- 1982: Abschied von Barbara (Epitafium dla Barbary Radziwiłłówny)
- 1982: Wenn wir zueinander finden (Jeśli się odnajdziemy)
- 1984: Das Losungwort (Na straży swej stać będę) (Regie: Kazimierz Kutz)
- 1984: Ninja: In geheimer Mission (Regie: Mats Helge)
- 1986: Die Mädchen aus Nowolipki (Dziewczęta z Nowolipek)
- 1987: Der Fluch des Schlangentals (Klątwa Doliny Węży)
- 1989: Kornblumenblau (Regie: Leszek Wosiewicz)
- 1989: Die letzte Fähre (Ostatni prom) (Regie: Waldemar Krzystek)
- 1991: Kuchnia polska (Regie: Jacek Bromski)
- 1997: Kroniki domowe (Regie: Leszek Wosiewicz)
- 1999: Pan Tadeusz (Regie: Andrzej Wajda)
- 1999: Alle meine Lieben (Vsichni moji blízcí) (Regie: Matej Minac)
- 2001: Durch Wüste und Wildnis (W pustyni i w puszczy) (Regie: Gavin Hood)
- 2005: Rozdroże Cafe (Regie: Leszek Wosiewicz)
- 2007: Das Massaker von Katyn (Katyń) (Regie: Andrzej Wajda)